# Rheinisch-Westfälisches Wirtschaftsarchiv
Die Stiftung Rheinisch-Westfälisches Wirtschaftsarchiv (RWWA) in Köln ist eine Service- und Forschungseinrichtung der westdeutschen Wirtschaft. Direktor ist seit 1. Januar 2000 Ulrich Soénius.
Das RWWA ist das älteste regionale Wirtschaftsarchiv in Deutschland. Unterhalten wird es von der  gewerblichen Wirtschaft insbesondere des Rheinlands. Organisatorisch ist es der Industrie- und Handelskammer zu Köln angeschlossen. Das Archiv besitzt seit 2000 die Rechtsform einer Stiftung. Unterstützt wird das Wirtschaftsarchiv von dem Förderverein „Wirtschaftshistorischer Verein zu Köln e. V.“.

## Geschichte
Als Gründungsdatum gilt der 14. Dezember 1906, als die Kölner Stadtverordnetenversammlung der Satzung des Archivs der Rheinisch-Westfälischen Wirtschaftsgeschichte zustimmte. Zuvor gab es Diskussionen darüber, ob man Materialien und Archivalien der Wirtschaft der preußischen Provinzen Rheinland und Westfalen zentral oder bei den einzelnen Industrie- und Handelskammern erfassen und betreuen sollte.
Auf der entscheidenden Versammlung der Handelskammern im März 1906 in Düsseldorf konnte der Vizepräsident der Kölner IHK, der Verleger und Stadtverordnete Josef Neven DuMont, mit seinem Argument, dass die Grenzen unserer Handelskammern im Allgemeinen nicht mit den Grenzen bestimmter Industriezweige übereinstimmen, durchdringen und die Institution für Köln gewinnen.
Für Köln sprach noch die Verzahnung mit dem Historischen Archiv der Stadt und der 1901 neu gegründeten städtischen Handelshochschule, deren Direktor Christian Eckert (und nachmaliger erster Rektor der Universität) sich sehr für die Gründung in Köln einsetzte.
Während der Weimarer Republik und der NS-Zeit wurde die Archivtätigkeit stark zurückgesetzt. Erst nach dem Zweiten Weltkrieg erlebte das RWWA eine Renaissance, verstärkt wurden Bestände seit den 1960er Jahren eingeworben und der Öffentlichkeit zur Verfügung gestellt. Seit Mitte der 1980er Jahre wurde das RWWA stetig als internationale und nationale Forschungsinstitution ausgebaut.

## Aufgaben und Bestand

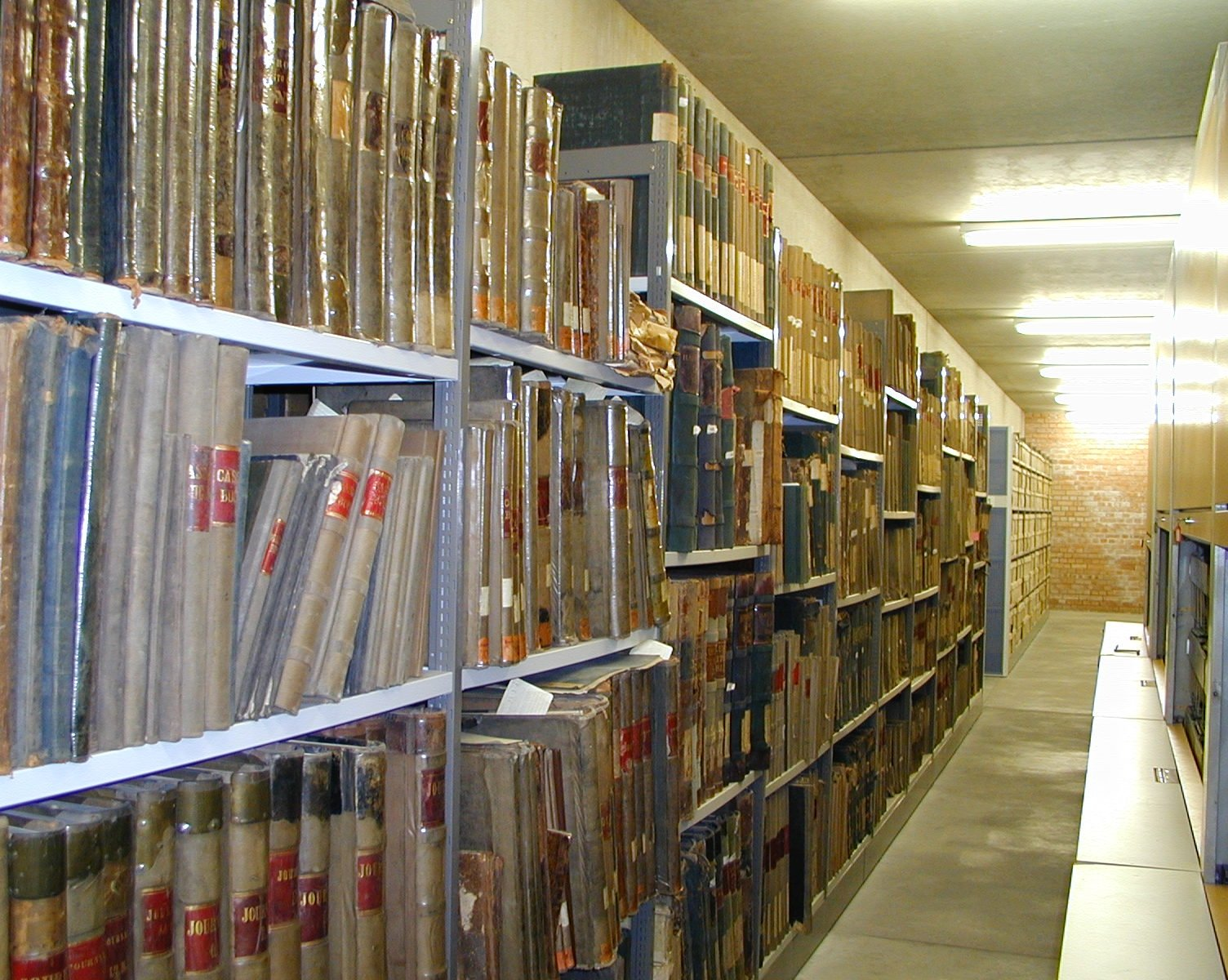
Das hist. Farina Archiv im RWWA

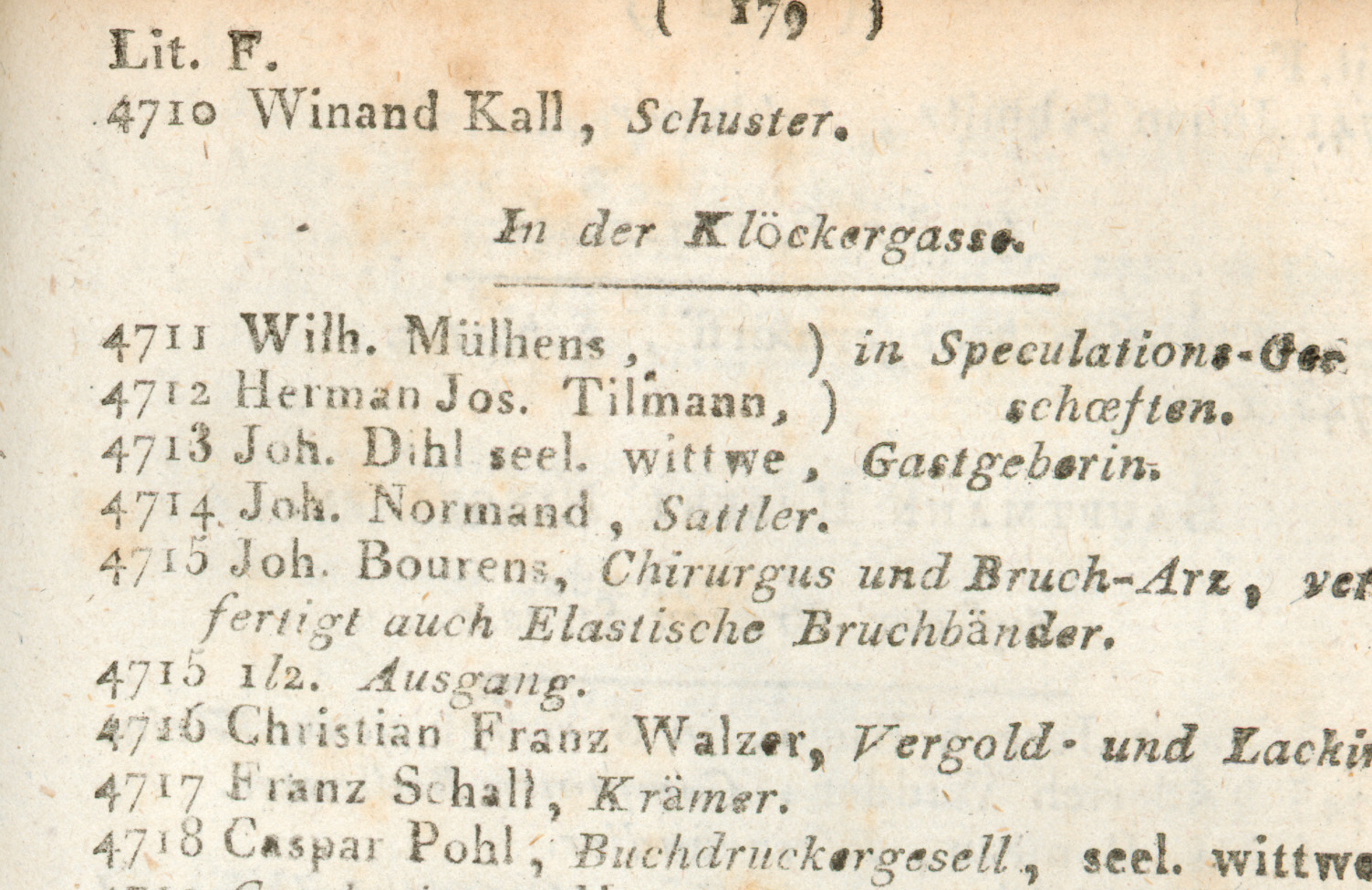
3. Kölner Adressbuch 1797 mit der Haus-Nr. 4711 aus dem Farina Archiv Bestand im RWWA (Abt. 33)

Das Archiv sammelt, bewahrt und stellt auf über 21 Regal-Kilometern Material für Forschungen und Recherchen zur Verfügung, das sonst vielleicht vernichtet worden wäre:
- Über 600 umfangreichere Aktenbestände von Unternehmen, Verbänden und Kammern sowie Nachlässe von Personen der Wirtschaft[1]
- Über 18.000 Festschriften
- Werkszeitschriften, Geschäftsberichte, Zeitungsartikel, Fotos und Filme von und über mehr als 1500 Unternehmen

Mit den Beständen des Deutschen Industrie- und Handelskammertages (DIHK) und des Zentralverbandes des Deutschen Handwerks (ZDH) verwahrt das RWWA Bestände mit nationaler Bedeutung.
Das Archiv steht kostenfrei offen für die interessierte Öffentlichkeit. Es bietet sein Wissen und seine Hilfe an für Unternehmen und Institutionen, die selbst ihre eigene Geschichte dokumentieren oder dazu vergleichend recherchieren wollen.

## Forschung und Dokumentation
Das Archiv gibt seine Forschungen und Dokumentationen in einer eigenen Publikationsreihe heraus, den
Schriften zur rheinisch-westfälischen Wirtschaftsgeschichte (49 Bände).